# Radiazione epsilon
La radiazione epsilon è una radiazione terziaria causata da una radiazione secondaria (ad es., i raggi delta). I raggi epsilon sono una forma di radiazione corpuscolare (o particellare) e sono composti da elettroni. Il termine fu coniato da Joseph John Thomson, ma è usato molto raramente oggi.